# 莫頓鎮區 (伊利諾伊州塔茲韋爾縣)
莫頓鎮區（英語：Morton Township）是位於美國伊利諾伊州塔茲韋爾縣的一個行政鎮區。

## 地方資料
根據2010年美國人口普查的數據，莫頓鎮區的面積為96.60平方千米，當中陸地面積為96.40平方千米，而水域面積為0.20平方千米。當地共有人口17026人，而人口密度為每平方千米176.25人。